# Майкобе
Майкобе (каз. Майкөбе, до 2017 г. — ЦЭС) — село в Баянаульском районе Павлодарской области Казахстана. Административный центр Шоптыкольского сельского округа. Расположено примерно в 55 км к северу от Баянаула. Код КАТО — 553665100.
В селе на базе углей Майкубенского (Шоптыкольского) месторождения действовала Шоптыкольская ЦЭС, обслуживавшая комбинат «Майкаинзолото».

## Население
По данным 1999 года, в селе не было постоянного населения. По данным переписи 2009 года, в селе проживали 283 человека (141 мужчина и 142 женщины).